# 第64回ダヴィッド・ディ・ドナテッロ賞
第64回ダヴィッド・ディ・ドナテッロ賞（だい64かいダヴィッド・ディ・ドナテッロしょう）の授賞式は、2019年3月27日にローマで行われた。
国際映画賞に準拠した大規模な授賞規定の見直しが行われ、観客賞が新設される等の変更があった。
ノミネートは2019年2月19日に発表された。『ドッグマン』が最多16部門にノミネートされ、最多9部門で受賞する結果となった。

## 受賞とノミネート一覧
太字が受賞者。

### 作品賞
- ドッグマン Dogman（監督：マッテオ・ガローネ）
- 君の名前で僕を呼んで Call Me By Your Name（監督：ルカ・グァダニーノ）
- 幸せな感じ Euforia[2]（監督：ヴァレリア・ゴリーノ）
- 幸福なラザロ Lazzaro felice（監督：アリーチェ・ロルヴァケル）
- Sulla mia pelle（監督：アレッシオ・クレモニーニ）

### 監督賞
- マッテオ・ガローネ（『ドッグマン』）
- マリオ・マルトーネ（『カプリ島のレボリューション』）
- ルカ・グァダニーノ（『君の名前で僕を呼んで』）
- ヴァレリア・ゴリーノ（『幸せな感じ』）
- アリーチェ・ロルヴァケル（『幸福なラザロ』）

### 新人監督賞
- アレッシオ・クレモニーニ（『Sulla mia pelle』）
- ルカ・ファッキーニ（『Fabrizio De André - Principe libero』）
- シモーネ・スパーダ（『Hotel Gagarin』）
- ファビオ＆ダミアーノ・ディンノチェンツォ（『La terra dell'abbastanza』）
- ヴァレリオ・マスタンドレア（『彼女は笑う』[2]）

### オリジナル脚本賞
- ウーゴ・キーティ、マッシモ・ガウディオーゾ、マッテオ・ガローネ（『ドッグマン』）
- フランチェスコ・マルシアーノ、ヴァレリア・サンテッラ、ヴァレリア・ゴリーノ（『幸せな感じ』）
- ファビオ＆ダミアーノ・ディンノチェンツォ（『La terra dell'abbastanza』）
- アリーチェ・ロルヴァケル（『幸福なラザロ』）
- アレッシオ・クレモニーニ、リザ・ヌル・スルタン（『Sulla mia pelle』）

### 脚色賞
- ルカ・グァダニーノ、ヴァルテル・ファサーノ、ジェームズ・アイヴォリー（『君の名前で僕を呼んで』）
- スティーヴン・アミドン、フランチェスカ・アルキブージ、パオロ・ヴィルズィ、フランチェスコ・ピッコロ（『ロング，ロングバケーション』）
- ステファノ・モルディーニ、マッシミリアーノ・カトーニ（『インビジブル・ウィットネス　見えない目撃者』）
- ゼロカルカーレ、オスカル・リオーティ、ヴァレリオ・マスタンドレア、ジョニー・パロンバ（『アルマジロの予言』[2]）
- ルカ・ミニエーロ、ニコラ・グアリャノーネ（『帰ってきたムッソリーニ』）

### プロデューサー賞
- Cinemaundici、Lucky Red（『Sulla mia pelle』）
- ハワード・ローゼンマン、ピーター・スピアーズ、ルカ・グァダニーノ、エミリー・ジョルジュ、ロドリゴ・テイシェイラ、マルコ・モラビート、ジェームズ・アイボリー（『君の名前で僕を呼んで』）
- Archimede、Rai Cinema、Le Pacte（『ドッグマン』）
- アゴスティーノ・サッカ、マリア・グラツィア・サッカ、ジュゼッペ・サッカ（『La terra dell'abbastanza』）
- カルロ・クレスト・ディーナ（Temoesta）、Rai Cinema、Amka Films Productions、Ad Vitam Productions、KNM、Pola Pandora（『幸福なラザロ』）

### 主演女優賞
- エレナ・ソフィア・リッチ（『LORO　欲望のイタリア』[3]）
- マリアンナ・フォンターナ（『カプリ島のレボリューション』[2]）
- ピーナ・トゥルコ（『堕ちた希望』）
- アルバ・ロルヴァケル（『ルチアの恩寵』[2]）
- アンナ・フォリエッタ（『ある日突然に』[2]）

### 主演男優賞
- アレッサンドロ・ボルギ（『Sulla mia pelle』）
- マルチェッロ・フォンテ（『ドッグマン』）
- リッカルド・スカマルチョ（『幸せな感じ』）
- ルカ・マリネッリ（『Fabrizio De André - Principe libero』）
- トニ・セルヴィッロ（『LORO　欲望のイタリア』）

### 助演女優賞
- マリーナ・コンファローネ（『堕ちた希望』）
- ドナテッラ・フィノッキアーロ（『カプリ島のレボリューション』）
- ニコレッタ・ブラスキ（『幸福なラザロ』）
- カシア・スムトゥニアク（『LORO　欲望のイタリア』）
- ジャスミン・トリンカ（『Sulla mia pelle』）

### 助演男優賞
- エドアルド・ペッシェ（『ドッグマン』）
- マッシモ・ギーニ（『家族にサルーテ！イスキア島は大騒動』）
- ヴァレリオ・マスタンドレア（『幸せな感じ』）
- エンニオ・ファンタスティキーニ（『Fabrizio De André - Principe libero』）
- ファブリツィオ・ベンティヴォリオ（『LORO　欲望のイタリア』）

### 撮影賞
- ニコライ・ブリュエル（『ドッグマン』）
- ミケーレ・ダッタナジオ（『カプリ島のレボリューション』）
- サヨムプー・ムックディプローム（『君の名前で僕を呼んで』）
- パオロ・カルネラ（『La terra dell'abbastanza』）
- エレーヌ・ルヴァール（『幸福なラザロ』）

### 作曲賞
- アパラット、フィリップ・ティム（『カプリ島のレボリューション』）
- ニコラ・ピオヴァーニ（『家族にサルーテ！イスキア島は大騒動』）
- ニコラ・テスカリ（『幸せな感じ』）
- レレ・マルキテッリ（『LORO　欲望のイタリア』）
- Mokadelic（『Sulla mia pelle』）
- ミケーレ・ブラガ（『ドッグマン』）

### オリジナル歌曲賞
- Mystery of Love （作詞・作曲・歌：スフィアン・スティーヴンス） （『君の名前で僕を呼んで』）
- L'invenzione di un poeta（作曲：ニコラ・ピオヴァーニ、作詞：アイシャ・チェラミ、ニコラ・ピオヴァーニ、歌：Tosca）（『サルーテ！イスキア島は大騒動』）
- Araceae（作曲：アパラット、フィリップ・ティム、作詞：サイモン・ブランベル、歌：アパラット) （『カプリ島のレボリューション』）
- 'A speranza（作詞・作曲・歌：エンツォ・アヴィタービレ）（『堕ちた希望』）
- 'Na gelosia （作曲：レレ・マルキテッリ、作詞：ペッペ・セルヴィッロ、歌：トニ・セルヴィッロ）（『LORO　欲望のイタリア』）

### 美術賞
- ディミトリ・カプアーニ（『ドッグマン』）
- ジャンカルロ・ムゼッリ（『カプリ島のレボリューション』）
- サミュエル・デショール（『君の名前で僕を呼んで』）
- エミータ・フリガート（『幸福なラザロ』）
- ステファニア・チェッラ（『LORO　欲望のイタリア』）

### 衣装デザイン賞
- ウルスラ・パツァーク（『カプリ島のレボリューション』）
- ジュリア・ピエルサンティ（『君の名前で僕を呼んで』）
- マッシモ・カンティーニ・パッリーニ（『ドッグマン』）
- ロレダーナ・ブシェミ（『幸福なラザロ』）
- カルロ・ポッジョーリ（『LORO　欲望のイタリア』）

### メイクアップ賞
- ダリア・コッリ、ロレンツォ・タンブリーニ（『ドッグマン』）
- アレッサンドロ・ダンナ（『カプリ島のレボリューション』）
- フェルナンダ・ペレス（『君の名前で僕を呼んで』）
- マウリツィオ・シルヴィ（『LORO　欲望のイタリア』）
- ロベルト・パストーレ（『Sulla mia pelle』）

### ヘアスタイリスト賞
- アルド・シニョレッティ（『LORO　欲望のイタリア』）
- ガエターノ・パニコ（『カプリ島のレボリューション』）
- マノロ・ガルシア（『君の名前で僕を呼んで』）
- ダニエラ・タルタリ（『ドッグマン』）
- マッシモ・ガッタブルジ（『Moschettieri del re - La penultima missione』）

### 編集賞
- マルコ・スポレティーニ（『ドッグマン』）
- ヤコポ・クアドリ、ナタリー・クリスティアーニ（『カプリ島のレボリューション』）
- ヴァルテル・ファサーノ（『君の名前で僕を呼んで』）
- ジョジョ・フランチーニ（『幸せな感じ』）
- キアラ・ヴッロ（『Sulla mia pelle』）

### 音響賞
- ドッグマン Dogman
- カプリ島のレボリューション Capri-Revolution
- 君の名前で僕を呼んで Call Me By Your Name
- 幸福なラザロ Lazzaro felice
- LORO　欲望のイタリア Loro

### 特殊視覚効果賞
- ビクトル・ペレス（『インビジブル・ユース　ニュージェネレーション』）
- サラ・パエザーニ、ロドルフォ・ミリアリ（『カプリ島のレボリューション』）
- ロドルフォ・ミリアリ（『ドッグマン』）
- ロドルフォ・ミリアリ、モニカ・ガラントゥッチ（『La Befana vien di notte』）
- シモーネ・ココ、ジェームズ・ウッズ（『LORO　欲望のイタリア』）
- ジュゼッペ・スクイラーチ（『Michelangelo - Infinito』）

### 長編ドキュメンタリー映画賞
- Santiago, Italia（監督：ナンニ・モレッティ）
- Arrivederci Saigon（監督：ヴィルマ・ラバーテ）
- Friedkin Uncut（監督：フランチェスコ・ジッペル）
- L'arte viva di Julian Schnabel（監督：パッピ・コルシカート）
- La strada dei Samouni（監督：ステファノ・サヴォーナ）

### 外国映画賞
- ROMA／ローマ（監督：アルフォンソ・キュアロン）
- ボヘミアン・ラプソディ（監督：ブライアン・シンガー）
- COLD WAR　あの歌、2つの心（監督：パヴェウ・パヴリコフスキ）
- ファントム・スレッド（監督：ポール・トーマス・アンダーソン）
- スリー・ビルボード（監督：マーティン・マクドナー）

### 短編映画賞
- Frontiera（監督：アレッサンドロ・ディ・グレゴリオ）
- Il nostro concerto（監督：フランチェスコ・ピラス）
- Im Bären（監督：リリアン・サッサネッリ）
- Magic Alps（監督：アンドレア・ブルーサ、マルコ・スコトゥッツィ）
- Yousef（監督：モハメド・ホサメルディン）

### ヤング・ダヴィッド賞
- Sulla mia pelle（監督：アレッシオ・クレモニーニ）
- 君の名前で僕を呼んで Call Me By Your Name（監督：ルカ・グァダニーノ）
- ドッグマン Dogman（監督：マッテオ・ガローネ）
- 幸せな感じ Euforia（監督：ヴァレリア・ゴリーノ）
- Moschettieri del re - La penultima missione （監督：ジョヴァンニ・ヴェロネージ）

### 観客賞
- 家族にサルーテ！イスキア島は大騒動 A casa tutti bene（監督：ガブリエレ・ムッチーノ）

### ダヴィッド特別賞
- ティム・バートン
- ダリオ・アルジェント
- フランチェスカ・ロ・スキアーヴォ
- ユマ・サーマン